# Al lupo... al lupo
Al lupo... al lupo (It's the Wolf) è una serie televisiva animata prodotta da Hanna-Barbera nel 1969.

## Trama
I protagonisti sono il lupo Mildew e l'agnellina Lambsy. Il lupo indossa un cappello e dei pantaloni larghi sostenuti da una bretella che ne evidenziano la magrezza e la sua fame. Con mille travestimenti questi cerca di ingannare l'agnellina per farla allontanare dalla protezione del cane pastore Bristle e così catturarla ma puntualmente viene smascherato e l'agnellina grida "Al lupo! Al lupo!" facendo accorrere il cane col suo bastone dal manico ricurvo che trascina il lupo per il collo e lo scaraventa in aria.

## Produzione e diffusione
È stato uno dei segmenti del programma a cartoni animati I gatti di Cattanooga, assieme a Mototopo e Autogatto e a Il giro del mondo in 79 giorni.
Venne prodotta in due stagioni: la prima composta da 16 episodi e la seconda da 9 episodi.

## Episodi
1. Al lupo (It's the Wolf)
2. Barone Rosso: l'asso nella manica (High Hopes)
3. Quando il mio agnellino ce la mette tutta (When My Sheep Comes In)
4. Un agnellino in mezzo all'oceano (A Sheep in the Deep)
5. Un inverno con la neve (Winter Blunder-Land)
6. Un parco di divertimenti (Merry Go Round Up!)
7. Super servizio di controllo (Super Sheep Sitting Service)
8. Uno spider per l'agnellino (Any Sport in a Storm)
9. L'assistente illusionista (Magic Wanderer)
10. Il figlioul prodigo (Runaway Home)
11. Robin Hood e il re Giovanni (Smart Dummy)
12. Cercasi volti nuovi (Channel Chasers)
13. Il vendicatore mascherato (Mask Me No Questions)
14. Un lupo nel traffico (Freeway Frenzy)
15. Cosa può accadere quando si perde il sonno (Slumber Jacks)
16. Toro Seduto e il generale Custer (Pow Wow Wolf)
17. Un fantasma come maestro (Ghost of a Chance)
18. Perché non sono vegetariano (Lamb Scout Cook Out)
19. Un lupo travestito da pecorella (Wolf in Sheep's Clothing)
20. Bagnino di salvataggio.....Aiuto.... (To Beach His Own)
21. Gli agnellini mi fanno venire l'acquolina in bocca (I never met a lamb I didn't like)
22. Quello è l'oriente e Giulietta è il sole (Sheep Scene Stealer)
23. Pierre lo chef (Kookie Cook Book Cook)
24. Destinazione zoo Saint Louis (Train Tripped)
25. Al gatto al gatto (Cat caper)

## Doppiaggio
| Personaggio | Doppiatore originale   | Doppiatore italiano |
| ----------- | ---------------------- | ------------------- |
| Mildew      | Daws Butler Paul Lynde | Elio Pandolfi       |
| Agnellino   | Daws Butler            | Flora Carosello     |
| Bumbler     | Allan Melvin           | Sergio Fiorentini   |